# Цибульский, Мечислав
Мечислав Цибульский (пол. Mieczysław Cybulski; 16 марта 1903 — 13 августа 1984) — польский киноактёр.

## Биография
Мечислав Цибульский родился в Российской империи. Он окончил гимназию в Москве и работал шофёром в Варшаве. Актёрское образование получил на курсах в Киностудии К. Меглицкого. Дебютировал в кино в 1927 году. Во времени Второй мировой войны он уехал в Великобританию и после войны в США. Закончил актёрскую карьеру и работал в польском ресторане в Техасе. Умер в Форт-Лодердейле во Флориде.

## Избранная фильмография
- 1927 — Польский марафон / Maraton Polski
- 1929 — Над снегами / Ponad śnieg
- 1929 — Магдалена
- 1929 — 9.25. Приключение одной ночи / 9.25. Przygoda jednej nocy
- 1930 — Души в неволе / Dusze w niewoli
- 1931 — Хам / Cham
- 1932 — Стометровка любви / Sto metrów miłości
- 1934 — Молодой лес / Młody las
- 1934 — Дочь генерала Панкратова / Córka generała Pankratowa
- 1935 — Рапсодия Балтики / Rapsodia Bałtyku
- 1936 — Додек на фронте / Dodek na froncie
- 1936 — Герои Сибири / Bohaterowie Sybiru
- 1936 — Роза / Róża
- 1936 — Верная река / Wierna rzeka
- 1937 — О чём мечтают женщины / O czym marzą kobiety
- 1937 — Пламенные сердца / Płomienne serca
- 1937 — Извозчик № 13 / Dorożkarz nr 13
- 1937 — Ты, что в Острой светишь Браме... / Ty, co w Ostrej świecisz Bramie
- 1938 — Девушка ищет любви / Dziewczyna szuka miłości
- 1938 — Вереск / Wrzos
- 1938 — Вторая молодость / Druga młodość
- 1938 — Граница / Granica
- 1938 — Сердце матери / Serce matki
- 1938 — Рена / Rena (Sprawa 777)
- 1939 — О чём не говорят / O czym się nie mówi…